# Rubidiumdichromat
Rubidiumdichromat ist eine chemische Verbindung aus Rubidium, Chrom und Sauerstoff.

## Gewinnung und Darstellung
Rubidiumdichromat kann durch Reaktion von Rubidiumcarbonat und Chrom(VI)-oxid
{\displaystyle \mathrm {Rb_{2}CO_{3}+2\ CrO_{3}\longrightarrow Rb_{2}Cr_{2}O_{7}+CO_{2}\uparrow } }
oder Ammoniumdichromat mit Rubidiumchlorid gewonnen werden.
{\displaystyle \mathrm {(NH_{4})_{2}Cr_{2}O_{7}+2\ RbCl\longrightarrow Rb_{2}Cr_{2}O_{7}+2\ NH_{4}Cl} }

## Eigenschaften

### Physikalische Eigenschaften
Rubidiumdichromat kommt in zwei verschiedenen Kristallstrukturen vor:
- Eine trikline Modifikation mit der Raumgruppe P1(Ci1), die die Gitterparameter a = 13,554 Å, b = 7,640 Å, c = 7,735 Å, α = 93,64°, β = 98,52°, und γ = 88,80° hat. In der Elementarzelle befinden sich 4 Formeleinheiten.[5]
- Eine monokline Modifikation mit der Raumgruppe P21/n.[6]

### Chemische Eigenschaften
Rubidiumdichromat reagiert mit Chromtrioxid zu Rubidiumtetrachromat.
{\displaystyle \mathrm {Rb_{2}Cr_{2}O_{7}+2\ CrO_{3}\longrightarrow \ Rb_{2}Cr_{4}O_{13}} }
Mit Rubidiumcarbonat bildet sich Rubidiumchromat.
{\displaystyle \mathrm {Rb_{2}CO_{3}+Rb_{2}Cr_{2}O_{7}\rightarrow 2\ Rb_{2}CrO_{4}+CO_{2}\uparrow } }

## Verwendung
Rubidiumdichromat wird zur Herstellung von elementarem Rubidium verwendet. Dazu wird es im Hochvakuum bei 500 °C mit Zirconium zur Reaktion gebracht:
{\displaystyle \mathrm {Rb_{2}Cr_{2}O_{7}+2\ Zr\longrightarrow \ 2\ Rb+2\ ZrO_{2}+Cr_{2}O_{3}} }